# Самородіна Наталія Анатоліївна
Наталія Самородіна (17 березня 1983) — українська плавчиня.
Учасниця Олімпійських Ігор 2004, 2008 років.